# Її власна ванна
«Її власна ванна» (англ. A Bathroom of Her Own) — науково-фантастичне оповідання Роберта Гайнлайна, написане в 1946 році. Опубліковане в збірці «Нові світи Роберта Гайнлайна» (1980).
Гайнлайн написав у передмові: «Будь-який досвідчений політик впізнає справжню політику в цій історії. Повинен. Автобіографічні подробиці. Які подробиці? Покажіть мені ордер і я скористаюсь п'ятою поправкою». Інше політичне оповідання Гайнлайна — «Наше чудове місто» (1949).
Гайнлайн мав цинічний погляд на політику зі свого досвіду в кампанії Ептона Сінклера 1934 року на посаду губернатора штату Каліфорнія та своєї власної невдалої кампанії 1938 від припущених брудних прийомів.

## Сюжет
Фрессес — молода жінка ветеран війни, отримує пропозицію від свого дядька висунути кандидатуру на місцевих виборах. Вона не здогадується, що він хоче протиставити її кандидату від громадськості Росу, який хоче змінити довготривалого корумпованого очільника. Дядько вважає, що недосвідченим мером можна буде керувати, але зустрівшись випадково з Росом вона дізнається правду. Почавши протистояти спробам керувати нею, вона втрачає підтримку системи. Рос теж зазнає репутаційних втрат від кандидата системи і вирішує зняти свою кандидатуру і передати всі ресурси на підтримку Френсес.
Головним мотивом для Френсес податись в політику є просування програми побудови доступного житла, оскільки вона сама живе в дуже перенаселеному будинку своїх родичів. І тому вона почала цю кампанію, яка має завершитись в тому числі і її власною ванною кімнатою.